# Harrenscheid
Harrenscheid ist ein Ortsteil in der Gemeinde Schalksmühle im Märkischen Kreis im Regierungsbezirk Arnsberg in Nordrhein-Westfalen (Deutschland).

## Lage und Beschreibung
Der Ortsteil befindet sich auf der Schalksmühler Hochfläche zwischen dem Sterbecker Bachtal und dem des Großen Klagebachs südlich des Gewerbegebiets Ramsloh. 
Weitere Nachbarorte auf dem Schalksmühler Gemeindegebiet sind das am Gewerbering im Gewerbegebiet Ramsloh liegende Davidshöhe und Wilfesche, sowie Stallhaus, Kuhlenhagen, Holthausen, Kämpershof, Everinghauserheide, Schmermbecke, Brinkerhof, Felde, Ramsloh, Westhöhe, Spormecke, Lauenscheid, Lauenscheidermühle, Grünental, Oberklagebach, Klagebach und Waldesruh.

## Geschichte
Harrenscheid gehörte bis zum 19. Jahrhundert der Wester Bauerschaft des Kirchspiels Hülscheid an. Ab 1816 war der Ort Teil der Gemeinde Hülscheid in der Bürgermeisterei Halver im Kreis Altena, 1818 lebten 116 Einwohner im Ort. Der laut der Ortschafts- und Entfernungs-Tabelle des Regierungs-Bezirks Arnsberg als Dorf kategorisierte Ort besaß 1839 15 Wohnhäuser und 14 landwirtschaftliche Gebäude. Zu dieser Zeit lebten 77 Einwohner im Ort, allesamt evangelischen Bekenntnisses.
1844 wurde die Gemeinde Hülscheid mit Harrenscheid von dem Amt Halver abgespaltet und dem neu gegründeten Amt Lüdenscheid zugewiesen.
Der Ort ist auf der Preußischen Uraufnahme von 1840 als Harnscheid verzeichnet. Ab der Preußischen Neuaufnahme von 1892 ist der Ort auf Messtischblättern der TK25 als Harrenscheid verzeichnet.
Die Gemeinde- und Gutbezirksstatistik der Provinz Westfalen führt 1871 den Ort als Dorf mit 18 Wohnhäusern und 118 Einwohnern auf. Das Gemeindelexikon für die Provinz Westfalen gibt 1885 für Harrenscheid eine Zahl von 130 Einwohnern an, die in 20 Wohnhäusern lebten. 1895 besitzt der Ort 20 Wohnhäuser mit 136 Einwohnern, 1905 werden 20 Wohnhäuser und 130 Einwohner angegeben.
1969 wurden die Gemeinden Hülscheid und Schalksmühle zur amtsfreien Großgemeinde (Einheitsgemeinde) Schalksmühle im Kreis Altena zusammengeschlossen und Harrenscheid gehört seitdem politisch zu Schalksmühle, das 1975 auf Grund des Sauerland/Paderborn-Gesetzes Teil des neu geschaffenen Märkischen Kreises wurde. 
In den 1970er Jahren begann die Erschließung des Gewerbegebiets Ramsloh nördlich des Orts.